# Freshman
Als Freshman (Mehrzahl: Freshmen) oder Frosh werden an US-amerikanischen Colleges die Studenten des ersten Jahres, also Erstsemester und Zweitsemester, bezeichnet. Im zweiten Studienjahr ist die Bezeichnung Sophomore, im dritten Junior und im vierten Senior. An der High School werden dieselben Bezeichnungen für das erste Schuljahr (die neunte Klasse) verwendet und entsprechend Sophomore, Junior und Senior für die folgenden Jahre. Die Bezeichnung Freshman hat ihren Ursprung im 15. Jahrhundert und wurde in England zunächst für ein neues Mitglied eines geistlichen Ordens verwendet.
Eine Ausnahme bilden die Militärakademien, die stattdessen oder zusätzlich die Bezeichnungen Plebe für Fourth Classmen, Yearling oder Yuk für Third Classmen, Cow für Second und Firsty (Mehrzahl: Firsties) für First Classmen verwenden. Der Plebe Summer ist ein Trainingsprogramm der Marineakademie vor Beginn des ersten Studienjahres.
Einige Hochschulen in den Vereinigten Staaten haben in ihrem Schriftverkehr und in Veröffentlichungen den Begriff Freshman in die geschlechtsneutrale Bezeichnung First-year student geändert, darunter die University of North Carolina - Chapel Hill (2009), die Yale University (2017) und die University of Rochester (2017). Die Bezeichnung Freshwoman für eine Studentin im ersten Semester wird ebenfalls von einigen Hochschulen in Veröffentlichungen gebraucht, darunter die Howard University, die University at Buffalo und die University of the South.

## Sport
Die Studenten spielen heute in der Regel vier Spieljahre am College. Jedes Spieljahr wird dabei gesondert benannt – ein Spieler im ersten Spieljahr wird Freshman genannt, im zweiten Jahr wird er zum Sophomore, im dritten und vierten Jahr zum Junior beziehungsweise zum Senior. Freshmen sind mit Ausnahme von American-Football- und Basketball-Spielern in der National Collegiate Athletic Association (NCAA) erst seit 1968 spielberechtigt. Der Bann für letztere wurde schließlich im Jahr 1972 aufgehoben. Zuvor spielten Freshmen in sogenannten Junior Varsity-Teams.
Spieler, die ein Studienjahr nicht aktiv waren und erst im zweiten Studienjahr in den Kader gelangten, sind redshirted und werden Redshirt genannt. Sie mögen in diesem Jahr ein akademischer „Sophomore“ sein, gelten in der Athletikabteilung aber als „Redshirt Freshman“ und im fünften Studienjahr entsprechend „Redshirt Senior“.
Spieler, die ihr Studium abbrechen und damit die Anzahl der Spieljahre verkürzen, werden als Underclassmen bezeichnet. Das Risiko, ohne Studienabschluss die Schule zu verlassen, gehen in der Regel Spieler ein, die sich bereits nach drei oder weniger Spieljahren Chancen ausrechnen, im Profisport einen Vertrag erhalten zu können.
Eine Verlängerung oder Wiederaufnahme des Studiums ist möglich. Die Spieldauer im College-Sport bleibt aber auf vier aktive Jahre beschränkt, womit auch die damit verbundenen Stipendien begrenzt sind und unter Umständen Studiengebühren gezahlt werden müssen.
Im US-Profisport werden Athleten in ihrem ersten Karrierejahr Rookie genannt. Selten existiert die Bezeichnung Sophomore für Sportler in ihrem zweiten Karrierejahr.